# Theodor Wagner
Theodor Wagner   (Viena, 6 d'agost de 1927 - Viena, 21 de gener de 2020), conegut com a "Turl", va ser un futbolista austríac actiu durant la dècada de 1950.
Amb la selecció d'Àustria debutà el novembre de 1946 en un partit amistós davant Suïssa. Integrà la selecció que participà en el Mundial de 1954 a Suïssa, on marcà un hat-trick en el partit davant Suïssa que finalitzà 7 a 5.
En total jugà 46 partits i marcà 22 gols. El seu darrer partit fou el març de 1957 davant Alemanya Occidental.
Pel que fa a clubs, la major part de la seva carrera la visqué als clubs SC Wacker Wien i SVS Linz.